# Patinação artística no Festival Olímpico Europeu da Juventude de Inverno de 2017
As competições de patinação artística no Festival Olímpico Europeu da Juventude de Inverno de 2017 foram disputadas em Dornbirn, Áustria, entre 13 de fevereiro e 15 de fevereiro de 2017.

## Medalhistas
| Evento                          | Ouro                    | Prata                      | Bronze                    | Ref.  |
| ------------------------------- | ----------------------- | -------------------------- | ------------------------- | ----- |
| Individual masculino (detalhes) | Petr Gumennik · Rússia  | Daniel Grassl · Itália     | Nika Egadze · Geórgia     | [ 1 ] |
| Individual feminino (detalhes)  | Alina Zagitova · Rússia | Anastasia Hozhva · Ucrânia | Lucrezia Gennaro · Itália | [ 1 ] |

## Resultados

### Individual masculino
| Pos.              | Nome               | Nacionalidade | Pontos | PC         | PL         |
| ----------------- | ------------------ | ------------- | ------ | ---------- | ---------- |
| Medalha de ouro   | Petr Gumennik      | Rússia        | 195.21 | 67.56 (1)  | 127.65 (1) |
| Medalha de prata  | Daniel Grassl      | Itália        | 178.24 | 63.35 (2)  | 114.89 (2) |
| Medalha de bronze | Nika Egadze        | Geórgia       | 155.18 | 53.71 (6)  | 101.47 (4) |
| 4                 | Başar Oktar        | Turquia       | 154.11 | 62.20 (3)  | 91.91 (7)  |
| 5                 | Yakau Zenko        | Bielorrússia  | 152.43 | 54.08 (5)  | 98.35 (5)  |
| 6                 | Aleksandr Selevko  | Estônia       | 148.73 | 55.03 (4)  | 93.70 (6)  |
| 7                 | Adam Siao Him Fa   | França        | 146.39 | 44.19 (9)  | 102.20 (3) |
| 8                 | Luke Digby         | Reino Unido   | 140.80 | 49.32 (7)  | 91.48 (8)  |
| 9                 | Yan Tkalych        | Ucrânia       | 136.14 | 47.97 (8)  | 88.17 (9)  |
| 10                | Nikolaj Majorov    | Suécia        | 124.97 | 43.95 (10) | 81.02 (10) |
| 11                | Simon Fukas        | Eslováquia    | 123.35 | 42.84 (12) | 80.51 (11) |
| 12                | Aleksandar Zlatkov | Bulgária      | 117.85 | 43.89 (11) | 73.96 (12) |
| 13                | Kornel Witkowski   | Polônia       | 98.31  | 41.16 (13) | 57.15 (13) |
| 14                | Andrei Tanase      | Romênia       | 69.95  | 26.01 (14) | 43.94 (14) |

### Individual feminino
| Pos.              | Nome                       | Nacionalidade | Pontos | PC         | PL         |
| ----------------- | -------------------------- | ------------- | ------ | ---------- | ---------- |
| Medalha de ouro   | Alina Zagitova             | Rússia        | 187.06 | 58.30 (1)  | 128.76 (1) |
| Medalha de prata  | Anastasia Hozhva           | Ucrânia       | 127.18 | 49.78 (2)  | 77.40 (7)  |
| Medalha de bronze | Lucrezia Gennaro           | Itália        | 125.53 | 43.67 (4)  | 81.86 (3)  |
| 4                 | Alizée Crozet              | França        | 125.34 | 40.33 (8)  | 85.01 (2)  |
| 5                 | Kristina Škuleta-Gromova   | Estônia       | 123.81 | 44.05 (3)  | 79.76 (5)  |
| 6                 | Hanna Paroshyna            | Bielorrússia  | 122.35 | 42.49 (6)  | 79.86 (4)  |
| 7                 | Anna Litvinenko            | Reino Unido   | 117.65 | 39.01 (9)  | 78.64 (6)  |
| 8                 | Silvia Hugec               | Eslováquia    | 117.47 | 42.57 (5)  | 74.90 (8)  |
| 9                 | Amanda Stan                | Romênia       | 116.48 | 41.93 (7)  | 74.55 (9)  |
| 10                | Laura Karhunen             | Finlândia     | 103.50 | 34.26 (13) | 69.24 (10) |
| 11                | Presiyana Dimitrova        | Bulgária      | 97.86  | 35.66 (12) | 62.20 (11) |
| 12                | Anna Ivancenco             | Moldávia      | 95.00  | 33.38 (14) | 61.62 (12) |
| 13                | Katarina Kitarović         | Croácia       | 94.45  | 36.58 (11) | 57.87 (15) |
| 14                | Valerija Keda              | Lituânia      | 91.61  | 31.72 (15) | 59.89 (14) |
| 15                | Lara Guček                 | Eslovênia     | 91.46  | 30.32 (17) | 61.14 (13) |
| 16                | Sam Jansen                 | Países Baixos | 87.61  | 37.89 (10) | 49.72 (19) |
| 17                | Ekin Saygı                 | Turquia       | 83.68  | 30.61 (16) | 53.07 (16) |
| 18                | Josephine Kaersgaard       | Dinamarca     | 81.50  | 29.82 (18) | 51.68 (17) |
| 19                | Herdis Birna Hjaltalin     | Islândia      | 77.95  | 27.89 (19) | 50.06 (18) |
| 20                | Elisavet Voulgari          | Grécia        | 71.39  | 24.66 (20) | 46.73 (20) |
| 21                | Daniella Vanessa Ipsaridou | Chipre        | 55.01  | 20.71 (21) | 34.30 (21) |

## Quadro de medalhas
| Ordem | País    | Medalha de ouro | Medalha de prata | Medalha de bronze |   | Ordem por total |
| ----- | ------- | --------------- | ---------------- | ----------------- | - | --------------- |
| 1     | Rússia  | 2               |                  |                   | 2 | 1               |
| 2     | Itália  |                 | 1                | 1                 | 2 | 1               |
| 3     | Ucrânia |                 | 1                |                   | 1 | 3               |
| 4     | Geórgia |                 |                  | 1                 | 1 | 3               |
| TOTAL | TOTAL   | 2               | 2                | 2                 | 6 | —               |